# 美特斯邦威
美特斯邦威（深交所：002269，证券简称：美邦服饰），是中國大陸的一家服装公司，於1995年創辦於浙江省溫州市，主要研發、設計、生產、銷售休閒類服飾。
美特斯邦威公司的主要经营模式为“生产外包、直营销售与特许经营相结合”。

## 历史
1993年成立美特斯公司，商标为“邦威”。1995年在浙江省溫州市开设第一家邦威专卖店。2005年启用上海总部，同时开张美特斯邦威服饰博物馆。2008年在深圳证交所上市，同时发布新品牌“ME&CITY”。2010年上线邦购（banggo）电子商务网络平台。2015年推出“有范”搭配购物平台。
至2006年在全國開設17家分公司，全中國範圍內擁有1600家專賣店，系統零售額突破40億元人民幣。2011年公司全系统销售额突破100亿元。
2020年6月，上海市黄浦区人民法院下发限制消费令，对上海美特斯邦威服饰股份有限公司采取限制消费措施，限制美邦服饰及胡佳佳（法人代表）不得实施相应高消费及非生活和工作必需的消费行为。2021年，受销售不景气影响，美特斯邦威关闭了在杭州的最大门店。同年6月，总部迁往浦东新区康桥东路700号。
受上海疫情影响，美邦服饰从2022年4月开始出现拖欠工资的情况，涉及范围包括该公司在上海、辽宁、天津等多地的分子公司及关联机构。2022年6月底，有部分员工携带横幅赴美邦服饰位于上海的总部讨要薪资。该公司上海总部亦被曝曾一度无法正常运转。2023年6月该公司又宣布出售自有房产。2023年12月4日，美特斯邦威又將成都的房产賣給雅戈尔服饰。

## 品牌形象代言人
- 2001年签约郭富城。
- 2003年签约周杰伦。
- 2007年签约张韶涵和潘玮柏。
- 2008年签约温特沃斯·米勒。
- 2015年签约李易峰。
- 2017年签约关晓彤、任嘉伦、曾舜晞、宋威龙、钟楚曦。